# Йосиф Родовани
Йосиф Родовани, също Роверани или Радовани, е първият апостолически викарий на Софийско-Пловдивския апостолически викариат, основан през 1758 година на мястото на старата архиепископия.

## Биография
Информацията за Йосиф Родовани е оскъдна. По всяка вероятност е далматинец. Има сведения, че е бил свещеник в Никополската епархия преди неговото преместване в Софийско-пловдивския диоцез през 1756 г. След оставката на архиепископ Бенедикт Цуцарски, той е ръкоположен за апостолически наместник.
Неговият архирейски период се характеризира с липса на постоянна резиденция за апостолическия викарий. Той е назначен през 1759 г. и е обикалял от село на село, поради невъзможността да остане в Пловдив, търсел по-отдалечените села, в които има католици и най-често се спирал в Калачлии. Той имал на разположение само двама свещеника - отец Георги Радовани и отец Павел Дуванлията.
По това време мисионерите трябвало да служат Светата Литургия по къщите, тайно, преди още да е изгряло слънцето, защото се страхували от турските заптиета. Свещениците се страхували дори и да излизат през деня по улиците. Те никога не се обличали със свещенически дрехи навън. Много често са били арестувани, поради клевета от гръцкото духовенство и чак след даване на големи откопи, били освобождавани.
На 19 януари 1766 г. Йосиф Родовани, заедно с още трима свещеника, между които и Павел Дуванлията са били заточени в Цариград, поради интриги с Пловдивския гръцки владика. Но след три месеца биват освободени след ходатайство от Дубровнишкия посланик.
В 1767 г., Родовани е преместен за Цариградски епископ и на негово място, за апостолически викарии е назначен Георги Радовани. От 10 март 1767 г. е титулярен Марсианополски архиепископ. Няма сведения за неговата дейност в Цариград. Умира на 2 юли 1772 г.